# کاشا (فولکلور)

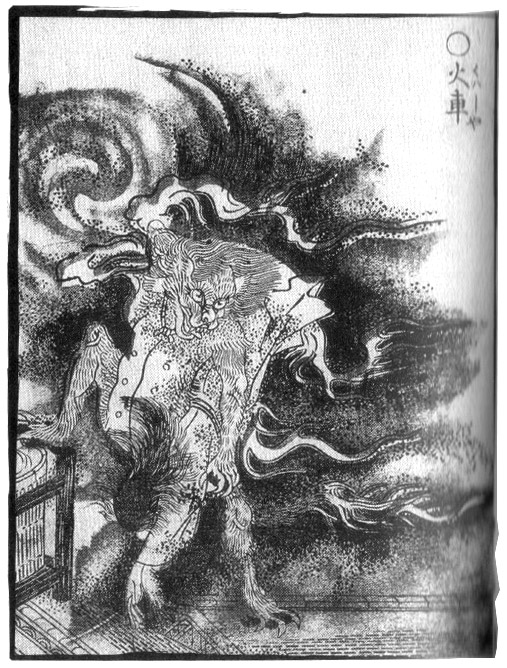
کاشا از گازو هیاکی یاکو اثر توری‌یاما سکیئن، ۱۷۸۱ میلادی

کاشا (ژاپنی: 火車، ت.ت. 'گردونه سوزان'  یا 'درشکهٔ چهارچرخ سوزان') نوعی یوکای در فولکلور ژاپنی است که اجساد کسانی را که در نتیجه انباشت اعمال شر مرده‌اند را می‌دزدد.

## شرح مختصر
کاشا نوعی باکه‌نکو یا گربه هیولایی است. در بسیاری از موارد، هویت واقعی آن‌ها در واقع یک یوکای گربه است و همچنین گفته می‌شود که گربه‌هایی که پیر می‌شوند به این یوکای تبدیل می‌شوند و هویت واقعی آن‌ها در واقع یک نکوماتا است. با این حال، موارد دیگری نیز وجود دارد که کاشا به عنوان یک اونی که نفرین‌شدگان را با ارابه به جهنم می‌برد، به تصویر کشیده شده است. آن‌ها به مانند گربه‌سانان بزرگ و دوپایی هستند که به اندازه یا حتی بزرگتر از یک انسان می‌باشند. آن‌ها اغلب با شعله‌های جهنمی یا آذرخش همراه هستند. آن‌ها دوست دارند در هوای بارانی یا طوفانی و اغلب در طول شب ظاهر شوند.
روایت‌هایی از کاشا در داستان‌هایی مانند افسانه عامیانه «نکو دانکا» وجود دارد، و داستان‌های مشابهی در ولایت هاریما (استان هیوگو کنونی) نیز وجود دارد. در یاماساکی (شیسو کنونی)، روایت «کاشا-بابا» وجود دارد.
به عنوان روشی برای محافظت از اجساد در برابر کاشا، در کامیکوئیشیکی، ناحیه نیشیاتسوشیرو، استان یاماناشی (که اکنون فوجیکاواگوچیکو، کوفو است)، در پرستشگاهی که گفته می‌شود یک کاشا در نزدیکی آن زندگی می‌کند، دو بار مراسم خاکسپاری جنازه انجام می‌شود و گفته می‌شود که با قرار دادن سنگی درون تابوت در اولین مراسم خاکسپاری، این کار از دزدیده شدن جسد توسط کاشا جلوگیری می‌کند. همچنین، در یاواتاهاما، اهیمه، استان اهیمه، گفته می‌شود که باقی گذاشتن یک تیغ مو روی تابوت مانع از دزدیدن جسد توسط کاشا می‌شود. در سایگو، ناحیه هیگاشی‌اوسوکی، استان میازاکی (که اکنون میساتو نام دارد)، گفته می‌شود که قبل از مراسم تشییع جنازه، جملات «نمی‌گذارم باکو از این تغذیه کند» (バクには食わせん) یا «نمی‌گذارم کاشا از این تغذیه کند» (火車には食わせん) دو مرتبه خوانده می‌شود. در روستای کوماگایا، شهرستان آتِتسو، استان اوکایاما (نی‌ایمی کنونی)، گفته می‌شود که با نواختن میوباچی (ژاپنی: 妙八) (یک ساز سنتی ژاپنی) از کاشا اجتناب می‌شود.